# Heidenreichstein
Heidenreichstein – miasto w Austrii, w kraju związkowym Dolna Austria, w powiecie Gmünd. Liczy 4 004 mieszkańców (1 stycznia 2014).